# Monumento delle Tre Croci

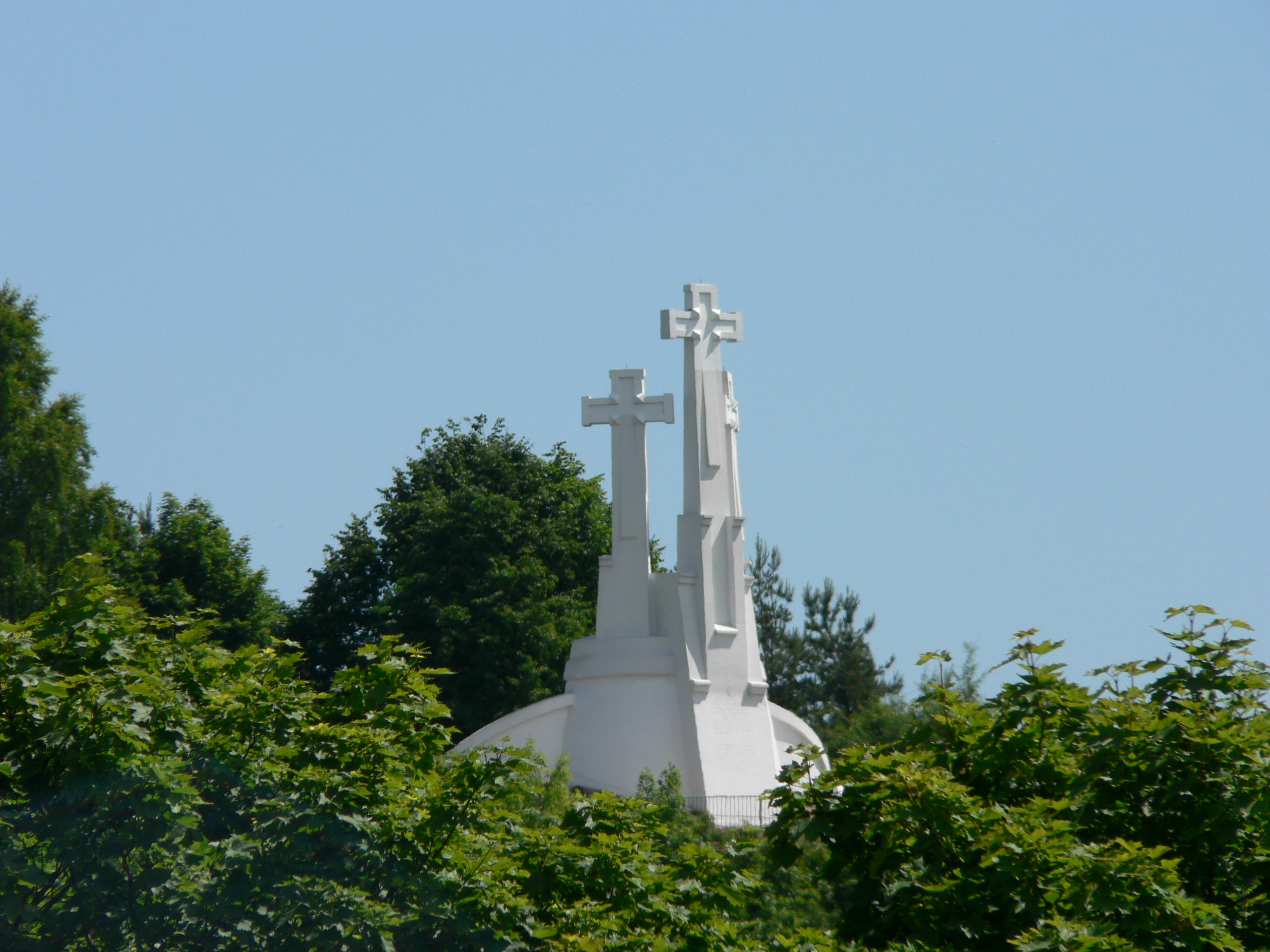
Il monumento delle Tre Croci

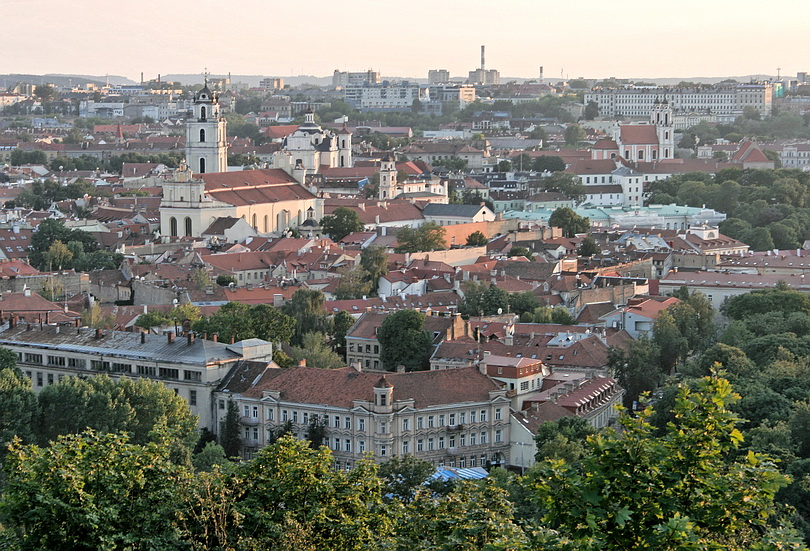
Il centro storico di Vilnius visto dalla collina

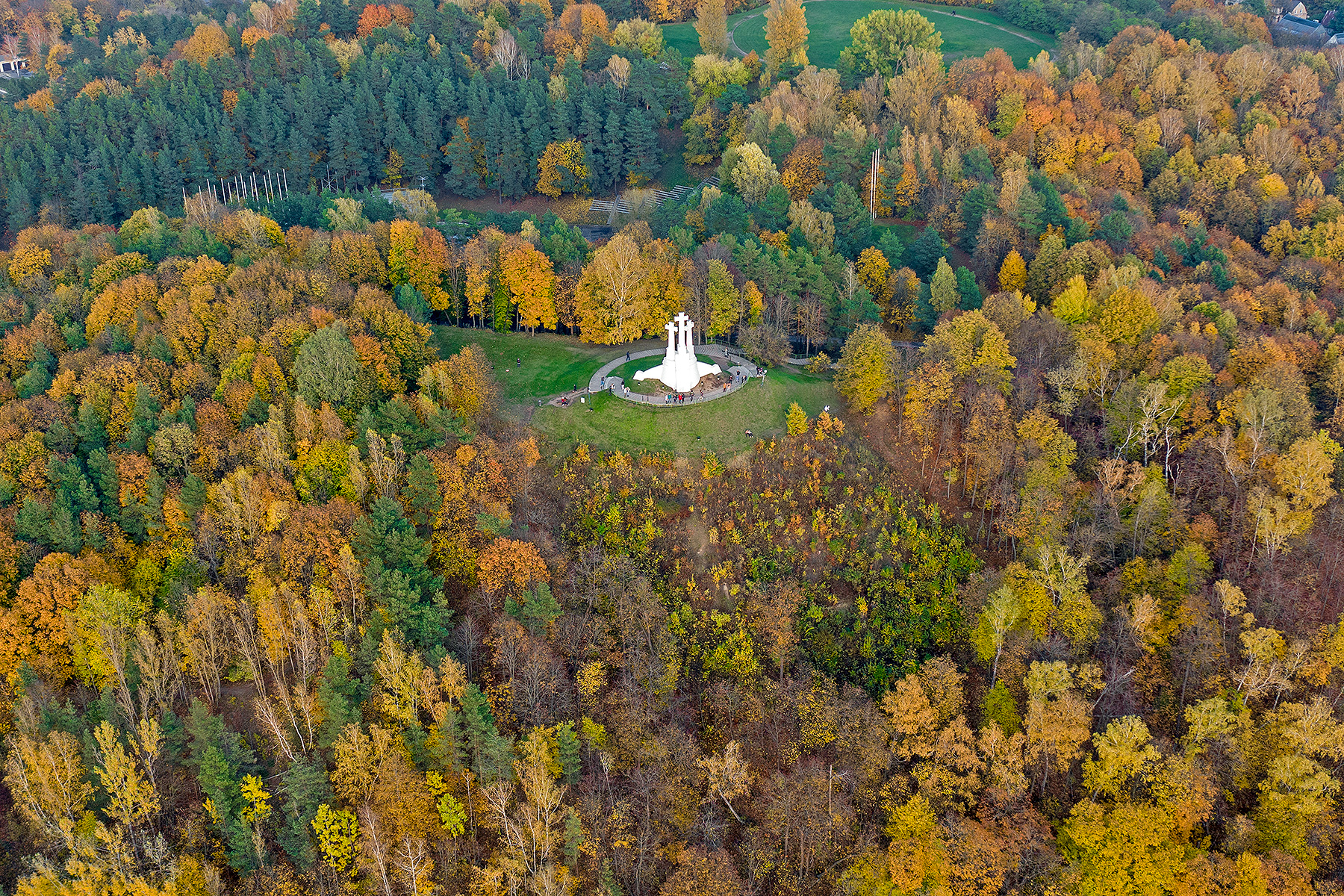

Il monumento delle Tre Croci (in lituano Trys kryžiai; in polacco Góra Trzykrzyska) si trova a Vilnius, capitale della Lituania, sulla collina delle Tre Croci, originariamente conosciuta come la collina calva (in lituano: Plikasis kalnas), nel parco di Kalnai. Secondo una leggenda, sette frati francescani furono decapitati in cima a questa collina dal granduca lituano Algirdas. Le croci, originariamente di legno, furono costruite nel luogo agli inizi del XVII secolo. Ben presto divenne un simbolo locale e parte integrante del panorama cittadino: poiché il legno marcisce, le croci andavano periodicamente sostituite. Nel 1916, un monumento in cemento fu progettato dall'architetto e scultore polacco-lituano Antoni Wiwulski (Antanas Vivulskis in lituano). Fu abbattuto nel 1950 per ordine delle autorità sovietiche, mentre un nuovo monumento, progettato da Henrikas Šilgalis, è stato eretto al suo posto nel 1989 ed è stato raffigurato sulla banconota da 50 litas. Da una piccola piattaforma di osservazione situata alla base delle croci risulta possibile godere di un'ampia veduta su Vilnius.

## Storia
Indipendentemente dal fatto che la leggenda sui martiri francescani sia vera o meno, il loro culto si diffuse all'inizio del XVI secolo. Le tre croci in legno originali furono costruite sulla collina dove sette frati furono decapitati, qualche tempo prima del 1649. Questo è l'anno in cui le croci furono rappresentate in un panegirico al vescovo Jerzy Tyszkiewicz. Più o meno nello stesso periodo, Tyszkiewicz iniziò una causa per canonizzare i quattordici frati. Ci sono alcune prove che le croci furono costruite prima del 1636 poiché, secondo Jan Nepomucen Fijałek, le croci erano anche raffigurate su due ritratti in argento di Casimiro di Cracovia che furono fatti nel 1636 e appesi nella cattedrale di Vilnius. Tuttavia, i ritratti non sopravvissero e la richiesta di Fijałek non poté essere verificata.
Le croci di legno crollarono nel 1869 e le autorità zariste non permisero di ricostruirle. Il nuovo monumento in cemento armato progettato da Antoni Wiwulski fu eretto nell'agosto del 1916, mentre Vilnius veniva occupata dai tedeschi durante la prima guerra mondiale. Il monumento fu demolito dalle autorità sovietiche il 30 maggio 1950. I residenti di Vilnius vollero che fossero restaurati e il movimento indipendentista lituano spinse affinché il monumento fosse ricostruito sulle vecchie fondamenta secondo il progetto dello scultore Henrikas Šilgalis. Il monumento è stato inaugurato il 14 giugno 1989 e le croci ricostruite ora sono più alte di 2 metri rispetto a quelle del 1916; pezzi rotti del vecchio monumento possono essere visti diversi metri sotto il monumento ricostruito.